# Geórgios Dimarás
Geórgios Dimarás (en grec moderne : Γιώργος Δημαράς), né le 16 décembre 1946 à Missolonghi en Grèce, est un homme politique grec membre des Verts écologistes.

## Biographie
Aux élections législatives grecques de janvier 2015, il est élu député au Parlement grec sur la liste de la SYRIZA dans la deuxième circonscription d'Athènes.